# Kakmuž
Kakmuž (en serbe cyrillique : Какмуж) est une localité de Bosnie-Herzégovine. Elle est située dans la municipalité de Petrovo et dans la république serbe de Bosnie. Selon les premiers résultats du recensement bosnien de 2013, elle compte 1 837 habitants.

## Histoire
Jusqu'à la guerre de Bosnie-Herzégovine, Kakmuž faisait partie de la municipalité de Gračanica ; à la suite des accords de Dayton, la localité a été rattachée à la municipalité de Petrovo nouvellement créée et intégrée à la république serbe de Bosnie.

## Démographie

### Évolution historique de la population dans la localité
| 1948 | 1953 | 1961  | 1971  | 1981  | 1991  | 2013  |
| ---- | ---- | ----- | ----- | ----- | ----- | ----- |
| -    | -    | 1 695 | 2 020 | 2 218 | 2 398 | 1 837 |

|  |